# Керар, Жозеф Мари
Жозе́ф Мари́ Кера́р (фр. Joseph Marie Quérard; 25 декабря 1797, Ренн, — 3 декабря 1865, Париж) — французский библиограф и литературовед.
Начал публиковать в 1826 году свой капитальный труд по библиографии, «La France littéraire», или «Dictionnaire Bibliographique des savants, historiens et gens de lettres en France». Дополнение к этому труду, «La littérature française contemporaine» (П., 1839, 1844), дало Керару множество врагов, ещё более умножившихся после издания им «Supercheries littéraires devoilées». Согласно ЭСБЕ, Керар — «типичный библиограф, неутомимый в проверке дат и названий, исправлении ошибок, раскрытии плагиатов». Написал также: «Auteurs deguisés de la littérature française au XIX s.» (П., 1845); «Dictionnaire des ouvrages polyonymes et anonymes de la littérature française» (1846—1847); «Le Quérard, archive d’histoire littéraire, de biographie et de bibliographie françaises».